# Rafael Moneo
Pour les articles homonymes, voir Moneo.
José Rafael Moneo Vallés, né le 9 mai 1937 à Tudela en Navarre, est un architecte espagnol.

## Biographie
Rafael Moneo fait ses études à l'École technique supérieure d'architecture de Madrid (ETSAM) et en sort diplômé en 1961. Il travaille d'abord dans le cabinet d'architecture de Francisco Javier Sáenz de Oiza pour la réalisation de plusieurs projets entre 1956 et 1961. Il séjourne ensuite au Danemark pour travailler à Hellebaek avec Jørn Utzon, l'auteur du célèbre opéra de Sydney.
En 1963, il reçoit une bourse de deux ans pour étudier à l'Académie d'Espagne à Rome, séjour qui aura une grande influence sur son travail postérieur. Il retourne en Espagne en 1965 et devient professeur adjoint à l’ETSAM (1966-1970). En 1972, il est professeur en éléments de composition à l'École technique supérieure d'architecture de Barcelone (ETSAB), ce qui l'amène à vivre pendant près de dix ans à Barcelone.
Il enseigne ensuite l'architecture, en particulier à Harvard, aux États-Unis. Ses principales réalisations sont le palais Villahermosa de Madrid, devenu le musée Thyssen-Bornemisza, le musée romain de Mérida, l'extension de la gare ferroviaire d'Atocha à Madrid, l'usine Diestre Factory de Saragosse. Il travaille beaucoup aux États-Unis et construit la cathédrale Notre-Dame-des-Anges de Los Angeles, le Davis Museum at Wellesley College (en) (Massachusetts) et le musée des beaux-arts de Houston au Texas.
Il est président du département d'architecture de la Graduate School of Design de Harvard de 1985 à 1990. 

## Distinctions
Il obtient la médaille d'or du mérite des beaux-arts du ministère de l'Éducation, de la Culture et des Sports espagnol en 1991, le prix Pritzker en 1996, le prix de l'Union européenne pour l'architecture contemporaine Mies van der Rohe en 2001 et la médaille d'or du Cercle des beaux-arts de Madrid la même année.
En 1999, il reçoit la Creu de Sant Jordi, distinction décernée par la Généralité de Catalogne.

## Principales réalisations
- 1980-1986 Musée national d'art romain (Mérida, Espagne)
- 1989-1991 Le terminal de l'aéroport de San Pablo (Séville, Espagne) pour l'expo 92
- 1991 La gare d'Atocha (Madrid)
- 1987-1992 La fondation Miro (Palma de Majorque)
- 1992 Les aménagements intérieurs de la collection Thyssen-Bornemisza à Madrid
- 1993 Le Davis Museum du Wellesley College (Wellesley, Massachusetts, USA)Photos
- 1993-1998 Un hôtel et un immeuble de bureau sur la Potsdamer Platz à Berlin.
- 1999 Des salles de concert à Barcelone et à Saint-Sébastien (Centre Kursaal).
- 2002 Cathédrale Notre-Dame-des-Anges, Los Angeles (Californie, États-Unis).
- 2003 Maternité de Madrid (Espagne).
- 2008 Bibliothèque de l'Université de Deusto, Bilbao (Espagne)

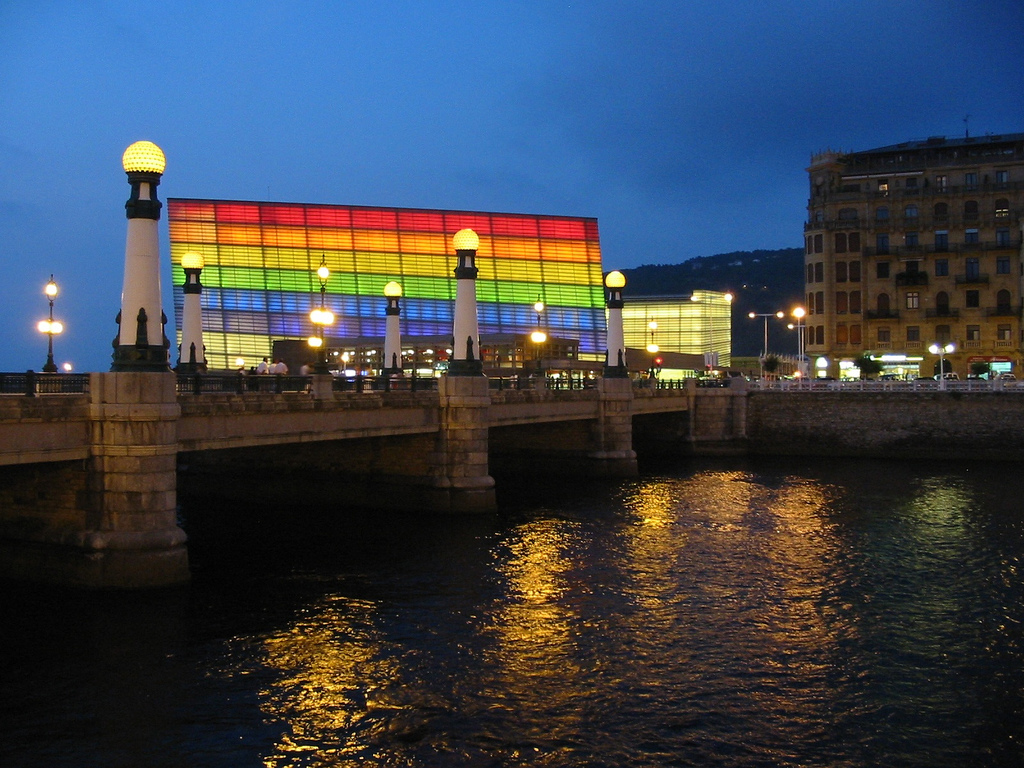
Kursaal (Saint-Sébastien)
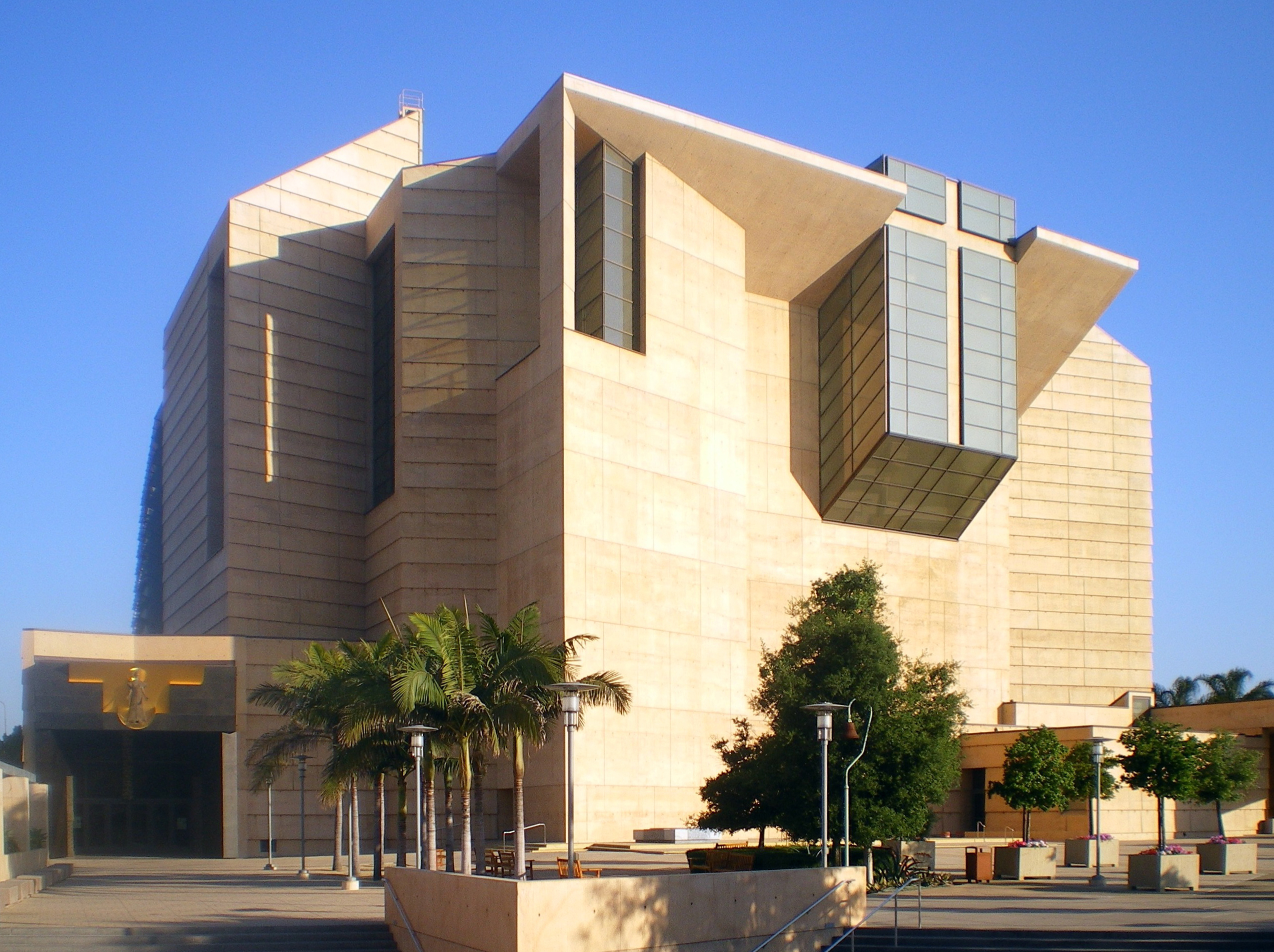
Cathédrale Notre-Dame-des-Anges (Los Angeles)
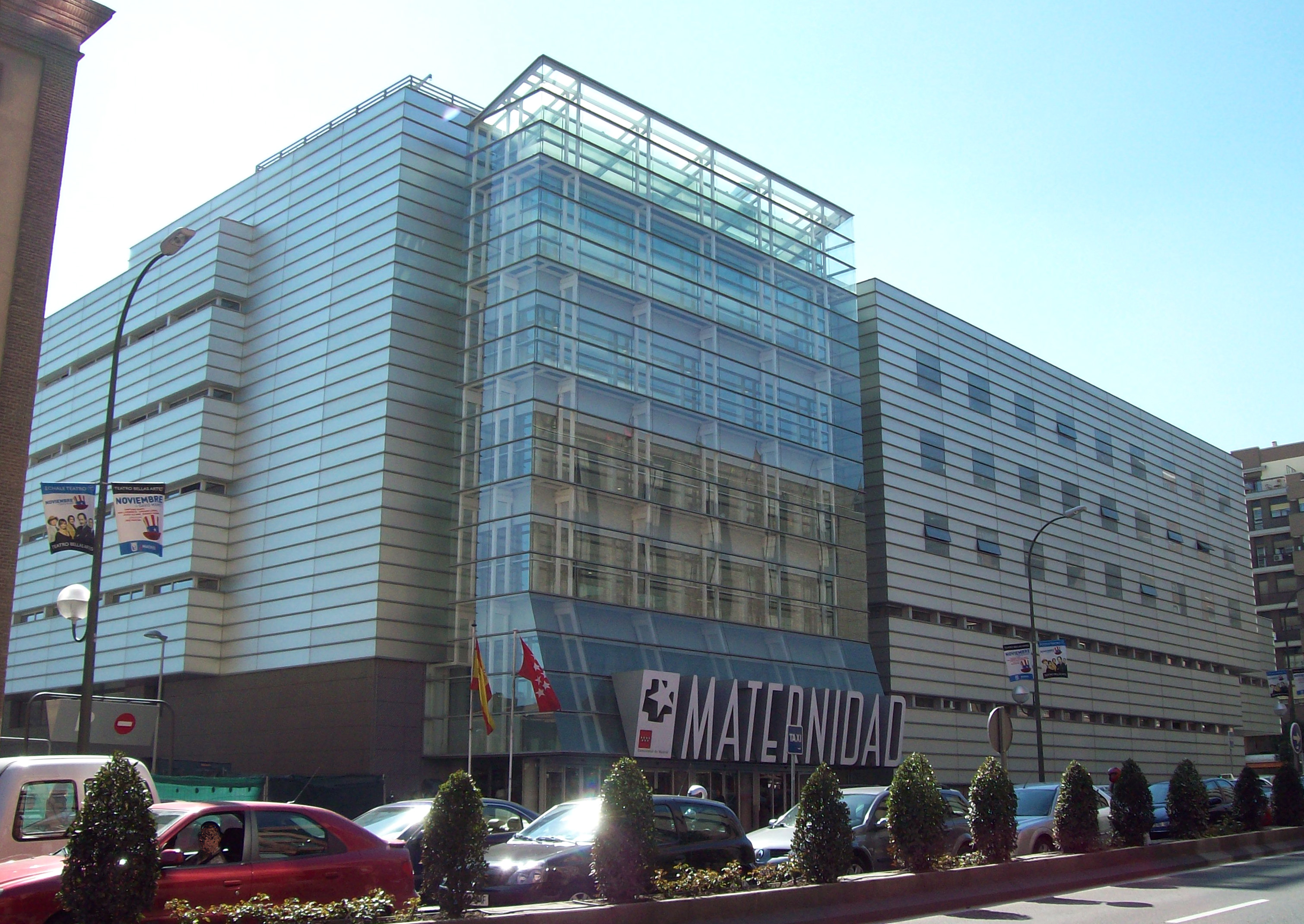
Maternité de l'Hôpital Gregorio Marañón de Madrid
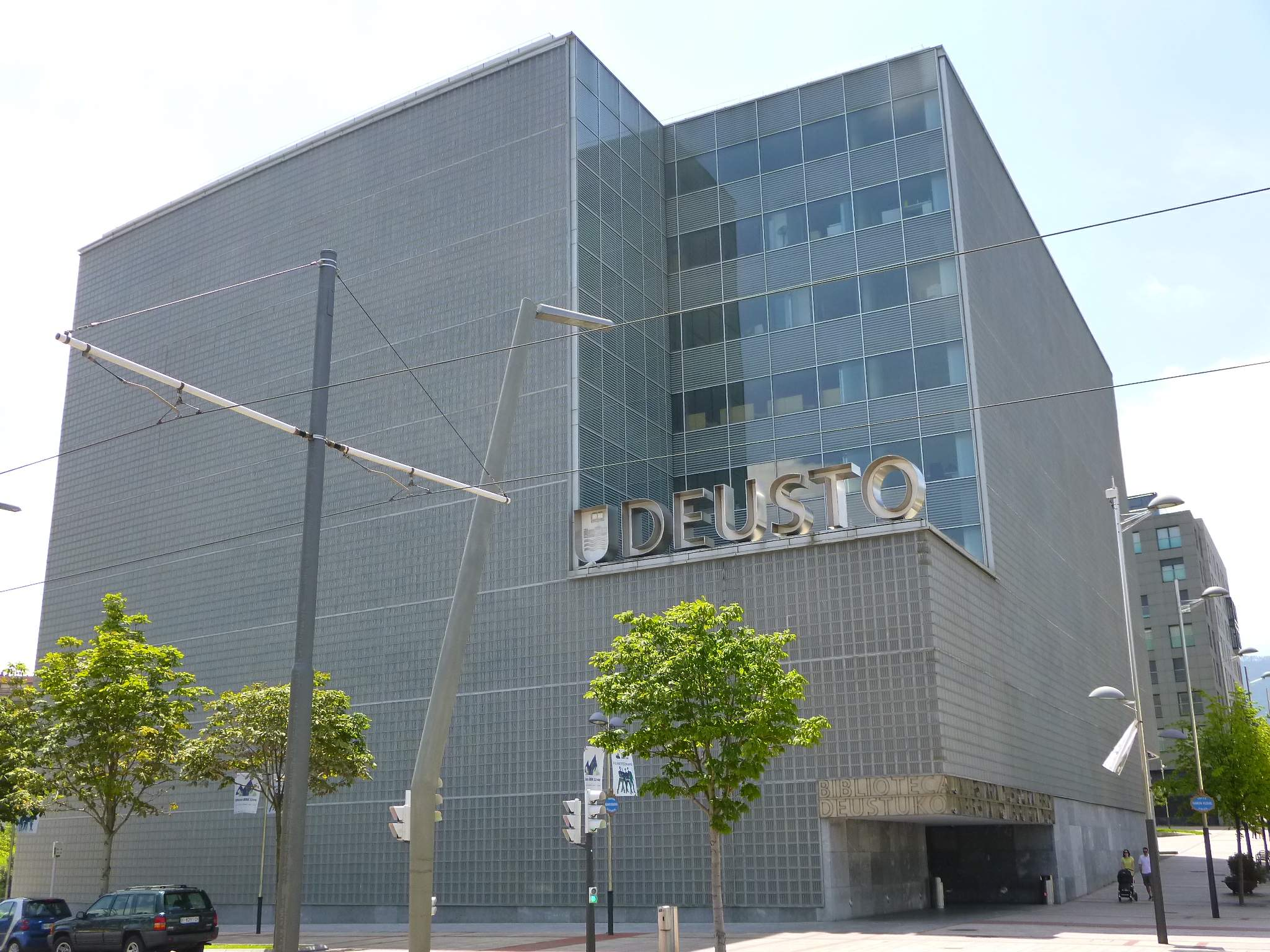
Bibliothèque de l'Université de Deusto